# Contributor Covenant
Le Contributor Covenant est un code de conduite pour les personnes contribuant aux logiciels libres ou open source, créé par Coraline Ada Ehmke.
Le Contributor Covenant est utilisé dans des projets importants tels que Linux, Ruby on Rails, Swift, Go et JRuby,,,. Il est notamment utilisé par les entreprises Google, Apple, Microsoft, Intel, Eclipse et GitLab,. 
En 2016, Coraline Ada Ehmke reçoit un prix Ruby Hero en reconnaissance de son travail sur le Contributor Covenant,. En 2017, le code de conduite était adopté par environ 43 000 projets.
À la suite de l'adoption du Contributor Covenant dans sa version 1.4 par Linux en 2018, la communauté Linux a réagi, certains applaudissant le changement et d'autres s'y opposant.
En novembre 2019, le projet Git adopte le Contributor Covenant, qui remplace son code de conduite existant qui n’était jusqu’alors qu’une phrase : be nice, as much as possible (« soyez gentil, autant que possible »).